# Zone industrielle de Hawassa
La Zone industrielle de Hawassa est un parc industriel au cœur de la ville de Hawassa en Éthiopie où sont implantées plusieurs industries et sociétés ainsi qu'un cluster important pour la filière textile.

## Contexte

### Besoin de zones industrielles
| \| 500 km1:32 661 000 \| HawassaT · 2016, 300 (140 ha), 52 h MekeleT · 2017, 100 (10 ha), 15 h Bole LemiT · 2016, 327 (156 ha), 20 h KombolchaT · 2017, 100 (75 ha), 9 h Dire DawaT · 2017, 100 (15 ha), 15 h AdamaT · 2017, 120 (12 ha), - h KilintoPh · 2017, 279 (166 ha), - h |
| 500 km1:32 661 000 |

| 500 km1:32 661 000 |

| : Zones industrielles Publiques / : Zones industrielles privées ou en projet             |
| 2016 : Année de construction / 20h : Nombre de hangars                                   |
| 327 ha : Surface totale prévue (en hectares) / (156) ha : Surface aménagée (en hectares) |

#### En Éthiopie
L'Éthiopie est un pays à faible revenu qui a pour objectif de devenir un des leaders de l'industrie manufacturière légère en Afrique subsaharienne à l'horizon 2025. Le gouvernement d'Éthiopie est engagé dans l'industrialisation avec la création de zones économiques spéciales comme points d'exportation de produits localement fabriqués,,,,. 

#### A Hawassa
La Zone industrielle de Hawassa est le parc industriel phare de cette stratégie. À pleine capacité, le parc industriel Hawassa (Hawassa Industrial Parc : HIP) a pour objectif la création de  60 000 emplois, dont la plupart sont des femmes âgées de 18 à 35 ans venant de l'extérieur d'Hawassa. Le parc est considéré par le gouvernement comme modèle pour d'autres parcs dans le pays, et il représente le premier investissement à grande échelle de « haute qualité » pour des entreprises de confection de premier plan qui perçoivent l'Éthiopie comme une destination ultime pour leurs installations de production. Aussi, le projet a une haute importance politique en Éthiopie. Au-delà de son rôle d'investissement phare, le parc a un impact important pour la population locale et sur l'économie de la région des nations, nationalités et peuples du Sud et à l'économie nationale de l'Éthiopie.

### Débuts

#### Localisation
Le parc industriel d'Awassa (HIP) est situé à la périphérie de la ville, au flanc du pittoresque lac Awasa dans la vallée du Rift. Il est à côté d'une ville d'environ 300 000 habitants au sud de l'Éthiopie. La population s'élève à 50 millions de personnes dans un rayon de 50 kilomètres autour du parc industriel. 

#### Premiers occupants
Le parc industriel Hawassa ouvre en juillet 2016. L'entreprise textile mondiale PVH (anciennement Phillips Van Heusen) et 18 autres entreprises sont les premiers occupants du parc. Après un début modeste de production à la fin de 2016, les premières exportations sont réalisées en mi-2017.
En 2019, environ 25 000 travailleurs sont actifs dans les 52 hangars d'usine du parc. L'objectif des emplois étant de 60 000 travailleurs à pleine capacité. En 2020, environ 30 000 personnes y travaillent. Le nombre de travailleurs augmente, bien que plus lentement que prévu.
L'Éthiopie prévoit de générer 1 milliard de dollars d'exportations par an sur le parc d'Hawassa. Montant incluant 100 millions de dollars de vêtements qu'exporterait PVH à elle seule.

#### Construction et gestion du parc
Le parc a été inauguré par le Premier ministre Haile Mariam Desalegn le 20 juin 2017. La construction du parc est dirigée par Industrial Parks Development Corporation (IPDC), qui est présidée par Arkebe Oqubay.
Le parc est le premier du genre dans le pays. Il a couté plus de 250 millions de dollars américains et a été construit en moins d'un an. Le modèle de parc à Hawassa est un mélange de modèles occidentaux, d'aspirations éthiopiennes, de pratiques chinoises,, d'exigences des entreprises étrangères de textile et de confection.
La zone implémente Zero Liquid Discharge (ZLD) qui permet de recycler 90 pour cent des eaux usées et répond aux normes internationales. Couvrant une superficie de 1 300 000 m2, dont 300 000 m2 de zone de construction de hangars d'usine, le parc dispose d'une zone supplémentaire allouée aux installations partagées.

## Description
| Vidéo externe |                                                                        |
|               | Ethiopia opens Africa's largest industrial park 2 mai 2017 CGTN Africa |

Le HIP Hawassa Industrial Parc est le premier et le plus grand parc dédié à la confection et au textile en Afrique. Inauguré en 2016, il est moderne et dispose de la technologie Zero liquid discharge (en) (ZLD).

### Objectifs du parc
- Parcs spécialisés pour augmenter les économies d'échelle et l'efficacité avec des secteurs prioritaires tels que l'habillement et textile, produits en cuir, produits pharmaceutiques, agro-industrie…
- Orienté vers l'exportation, l'Éthiopie offre des incitations à la création des parcs industriels et des mesures de soutien pour accroître les performances à l'exportation et la compétitivité
- Développement des compétences et compétitivité dans un vivier d'entreprises à la main-d'œuvre formée et dans un environnement propice à la rétention des compétences
- Intégration verticale
- Maintient des normes environnementales et sociales élevées.

### Quelques données clés sur le Hawassa Industrial Park (HIP)
- Situation au cœur de la ville de Hawassa (5 millions de personnes dans un rayon de 50 km)[10]
- Emploi d'environ 20 000 travailleurs[10]
- Superficie totale dédiée au parc = 3 millions de m²  (300 ha)[10],[KHL 2]
- Surface  totale bâtie = 1,4 million de m² (140 ha)[10],[KHL 2]
- 410 000 m2 de zone bâtie de hangars d'usines[10],[KHL 2]
- 52 hangars d'usine dont 11 hangars de 11 000 m2, 35 hangars de 5 500 m2 et 6 hangars spécialisés (adaptés aux besoins des investisseurs)[10],[KHL 2]
- Investisseurs hôtes de HIP sont des leaders de l'habillement et fabricants de textiles[10] tels PVH[KHL 2].

### Acteurs
Trois sortes d'acteurs se retrouvent dans le parc avec des processus de fonctionnement différents. La Ethiopian Investment Commission (EIC) est l'organe éthiopien chargé des parcs et zones industrielles. 
Les entreprises étrangères et domestiques voulant :
1. Produire à l'intérieur d'un parc industriel éthiopien[KHL 3],[11].
2. Développer un parc industriel[KHL 3]. Le 4 février 2017, une délégation japonaise comprenant des développeurs de parcs industriels a effectué une visite du parc[Grips 2].
3. Exploiter un parc industriel[KHL 3].

#### Quelques entreprises de manufacture présentes
Parmi les entreprises présentes sur le site, on trouve : Chargeurs (France), PVH, Wuxi Jinmao Co.Ltd, Arvind Ltd., Best Co. Pvt. Ltd, Hirdaramani Garment PLC, Hela Clothing Group, PVH, Quadrant Apparel Group PLC, Raymond and Silver Spark Apparel Ltd, TAL Apparel, Wuxi Jinmao Co. Ltd, Indochine International, Bussana Apparel Group, Giangsu Golden Island Group, Chargeurs Fashion Technologies et d'autres,.

#### Produits manufacturés
Chemises tissées, bas tissés, vêtements de sport, vêtements décontractés et de moto, sous-vêtements, hauts synthétiques, chaussettes et collants, vêtements pour femmes (chemisier, robe, jupes…) sont confectionnés à Hawassa.

## Gestion

### Emplois
De nombreux reportages et études ont été faits sur la condition des travailleurs et le pouvoir d'achat des salariés actifs dans la zone industrielle,. L'impact de la présence du parc sur les emplois dans les environs de Hawassa et sur la mobilité des travailleurs est aussi l'objet de larges études,. Des données collectées auprès de familles rurales dans les zones aux alentours du parc sont aussi analysées pour évaluer le bien être des populations autour du parc. Des dispositions sont prises pour la promotion de l'emploi des personnes handicapées selon un modèle Hipsters,,. Ce qui permet au parc d'enregistrer un taux de rotation du personnel le plus faible des parcs industriels.

### Parcs à gestion privée
L'Éthiopie possède des parcs privés gérés par l'investissement direct étranger et des parcs publics mais l'objectif principal de tous les parcs n'est pas seulement commercial mais dépend d'une stratégie nationale de création de valeur qui tient compte que l'emploi d'un maximum de personnes locales.

## Attractivité du parc
La proximité d'un bassin de main-d'œuvre important et les incitations fiscales et non fiscales sont proposées.

### Infrastructures et équipements présents
Le parc est situé le long de corridors économiques reliés aux ports par des lignes de chemin de fer électriques et des routes asphaltées. Aussi, les hangars équipés sont construits et prêt à l'usage en plug-and-play; équipés.

### Autres installations et facilités
Le parc possède des services à guichet unique comprenant le traitement et la délivrance de permis, de licences, de certificats d'enregistrement, accords, numéro d'identification fiscale, dédouanement, services bancaires.
Une station de production d'électricité dédiée au parc et des installations de traitement des déchets sont présents. Des postes de santé, des pompiers, services de sécurité 24/7, des bâtiments commerciaux et des logements sont présents.

### Incitations à l'investissement
Comme dans divers pays promouvant l'investissement de capitaux étrangers dans l'industrie, l'Éthiopie propose aux promoteurs, constructeurs, aménageurs et entreprises de parcs industriels des packages de protections fiscales et non fiscales:
- L'exonération d'impôt sur le revenu pour les entreprises du parc industriel (8 - 10 ans) et pour les développeurs de parcs industriels (15 ans)[KHL 5].
- Les pertes de la période d'exonération de l'impôt sur le revenu sont reportables, et ce, pendant la moitié de la durée de la période d'exonération après la fin de celle-ci[KHL 5].
- Les produits d'exportation sont exonérés de la taxe à l'exportation (sauf cuirs et peaux)[KHL 5].
- À l'entrée, les biens d'équipement, matériaux de construction, pièces détachées, véhicules, les matières premières destinées à l'exportation et les effets personnels peuvent être importés en franchise de droits de douane[KHL 5].
- L'envoi de fonds hors d'Éthiopie en devise étrangère convertible est autorisé à l'investisseur étranger[KHL 5].
- Des devises étrangères, fruits des recettes à l'export, 30% peuvent être conservées indéfiniment dans des banques locales. Les 70 % de solde peuvent rester en devises pendant 27 jours[KHL 5].
- Aucun contrôle des prix à l'exportation : aucun contrôle des prix à l'exportation n'est imposé par la Banque nationale d'Éthiopie n'exerce aucun contrôle des prix à l'exportation[KHL 5].
- L'importation de matières premières Franco valuta est autorisée aux entreprises exportatrices[KHL 5].
- Les exportateurs peuvent bénéficier de la garantie de crédit à l'exportation ; régime qui vise à garantir qu'un exportateur reçoive le paiement des marchandises expédiées à l'étranger en cas de défaillance du client[KHL 5].
- Les entreprises entrant dans les parcs reçoivent des procédures simplifiées et accélérées en termes de licences, permis, certificats d'enregistrement, numéro d'identification fiscale, douanes, dédouanement[KHL 5]...

## En 2021
La Pandémie de Covid-19 a fait baisser les exportations en 2020,,.

#### Rapports (Ouvrages, Articles...) officiels et institutionnels

##### WorldBank (WB)
- (en) The ieConnect for Impact program of the WorldBank, « Hawassa Industrial Park Community Impact Evaluation », Worldbank,‎ 2018, p. 2 (lire en ligne).

1. 1 2 3 4 5  page 1. "Context" §. 1
2. ↑  page 2, "Policy Relevance ", §. 1
3. 1 2 3 4 5  page 1. (§ "Hawassa Industrial Park")
4. 1 2  page 1. "Context" §. 2
5. ↑  page 2, "Impact Evaluation Research" §.1
6. ↑  page 3, § "Policy Relevance"

##### Key Highlights (KHL)
- (en) Ethiopian Embassy, Ethiopia's industrial parks : Key highlights (lire en ligne).

1. ↑  page 3
2. 1 2 3 4 5 6 7 8 9  page 5
3. 1 2 3  page 12
4. 1 2 3 4 5  page 4
5. 1 2 3 4 5 6 7 8 9 10 11  page 11

##### Incentives (Inc)
- (en) Ethiopian Investment Commission, Industrial Parks in Ethiopia Incentives Package, février 2017 (lire en ligne).

- (en) Fesseha Mulu Gebremariam; Bizuayehu Daba Feyisa, Assessing the performance of the industrial parks (IPS) in Ethiopia : The case of Bole Lemi 1 and hawassa industrial parks, Department of Civics and Ethics Studies, Jimma University, Ethiopia (ISSN 2393-1264, lire en ligne).
- (en) Enterprisepartners.org/, Power Point presentation of the park (lire en ligne).

##### EnterprisePartners (EP)
- (en) Enterprisepartners.org/, Enterprise Partners in Support of Industrial Transformation Building an Industrial Labour Services Market in Ethiopia (lire en ligne).

1. 1 2  page 38
2. ↑  page 42

- (en) International Labour Organization, Improving worker wellbeing in Ethiopia's garment industry through the model of shared responsability (lire en ligne).
- (en) Filippo Brasesco FAO; Agribusiness Officer/Desta Asgedom; Senior National Value Chain Expert/Valentina Sommacal; International Gender/Value Chain Expert, Strategic analysis and intervention plan for cow milk and dairy products in the Agro-Commodities Procurement Zone of the pilot Integrated Agro-Industrial Park in Central-Eastern Oromia, Ethiopia (lire en ligne).
- (en) A Successful effort towards water sustainability (lire en ligne).
- (en) Unido, Industrial park development in Ethiopia Case study report, 2018 (lire en ligne)

#### Autres rapports
- (en) Thomas Hilton, Business Environment Reform Facility Skills for Competitiveness – Hawassa Industrial Park Sourcing and Training Employees in the Region: Private Enterprise Programme Ethiopia (lire en ligne).
- (en) Selamawit Teku Jego, Thesis : Housing condition of Industrial parks workers The case of Hawassa Industrial park, march, 2019 (lire en ligne).
- (en) Yechalework Aynalem, Opportunities and Challenges of Industrial Park Development in Ethiopia: Lessons from Bole Lemi and Hawassa Industrial Parks, juin 2019, 119 p. (lire en ligne).

##### Japanese Perspective (Grips)
- (en) Kenichi Ohno, Hawassa Industrial Park Impression from a Japanese perspective, 17 février 2017 (lire en ligne).

1. ↑  page 1 § 2
2. ↑  page 1, § 1
3. ↑  page 3 §.1

- (en) Dagim Dawit Gonsamo, Challenges and Coping Strategies of Rural Girls to the New Industrial Working Culture: The Case of Female Workers in Hawassa Industrial Park, september. 2019, 14 p. (ISSN 2279-0845, DOI: 10.9790/0837-2409102639).
- (en) Rediet Sisay Belayneh, Multinational Corporations’ Obligation for the Right to Fair Wages: the Case of Industrial Parks in Ethiopia, june, 2020 (lire en ligne).
- (en) Sustainability Agents Susa GmbH, Assessment of Workers’ Satisfaction and HR Structure of Factories in the Hawassa Industrial Park, octobre 2017, 79 p. (lire en ligne).
- (en) Workshop on corporate social responsability and environmental management systems final report, march 19-23, 2018 (lire en ligne).
- (en) Building Unions in rough terrain: Organizing in the garment and textile sector in Ethiopia (lire en ligne).
- (en) Ermias Wedajo Azmach, Regulating Industrial Parks Development in Ethiopia: A Critical Analysis, 18 janvier 2019 (ISSN 2159-4627, lire en ligne).
- (en) Endalkachew Sime Degaga, Viability & sustainability assessment of industrial parks in Ethiopia : The case of Bole Lemi Industrial Park, december, 2020 (lire en ligne).